# Dazlina
Dazlina falu Horvátországban Šibenik-Knin megyében. Közigazgatásilag Tisnóhoz tartozik.

## Fekvése
Šibenik központjától légvonalban 17, közúton 27 km-re északnyugatra, községközpontjától légvonalban 10, közúton 12 km-re északkeletre Dalmácia középső részén fekszik.

## Története
Dazlina a község legősibb települései közé tartozik. A falu közelében a Rešetaricának nevezett helyen áll a Szent Illés templom, melynek építésekor 1928-ban ásatásokat végeztek. Ennek során a munkások rábukkantak a török által elpusztított középkori templom alapfalaira. Ennek közelében 1987-ben ókeresztény templom alapjait tárták fel. Ennek során gazdag leletek is napvilágra kerültek, melyek bizonyossá tették azt is, hogy a horvátokon kívül illírek és rómaiak is éltek ezen a helyen. A római település nagy méreteit jellemzi, hogy Rešetaricától egészen a mai Podgradina település feletti Tabije-dombig ért. A Tabijén római pénzek is előkerültek. A szakemberek szerint a római település különösen meg volt erősítve és kora keresztény bazilikája is a legjobban felszerelt volt a Narona és Salona közötti térségben.
A horvátok a 7. században telepedtek le ezen a helyen és Rešetarica területén megalapították saját településüket. Később felvették a keresztény hitet, melyről számos itt feltárt sír is tanúskodik. A leletek között használati tárgyak, fegyverek, kések, lószerszámok és ékszerek kerültek elő, melyeket az elhunytak túlvilági életéhez tettek a sírokba. A leleteket a szakemberek a 8. – 9. századra keltezték. A kereszténység felvételével egy időben felépítették templomukat. A mai Szent Illés templom elődjét a 11. században szentelték fel. Plébániájához abban az időben az akkor még jelentéktelen Tribunj és Vodice is hozzá tartozott.
A török már 1414-ben támadta a šibeniki területet. Az első török-velencei háború kitöréséig tartó mintegy ötven évben több nagy támadást is intézett a šibeniki területek ellen több tízezer embert hajtva a rabságba. 1469-ben Dazlina sem kerülhette el sorsát. A lakosság körében még ma is él a török pusztítás emléke, amikor nemcsak a falut és templomát rombolták le, hanem teljes lakosságát is leöldösték a templomot őrző három atyával együtt. A templom harangját is csak úgy tudták megmenteni, hogy a hagyomány szerint egy kútba rejtették. A megmaradt dazlinai parasztok később is arról panaszkodtak, hogy a török zaklatások miatt nem tudnak tizedet fizetni.
1501 első hónapjaiban a török újra felégette a šibeniki terület tizenhat települését köztük Dazlinát is. 1797-ben a Velencei Köztársaság megszűnésével a Habsburg Birodalom része lett. 1806-ban Napóleon csapatai foglalták el és 1813-ig francia uralom alatt állt. A településnek 1880-ban 58, 1910-ben 119 lakosa volt. Az I. világháború után rövid ideig az Olasz Királyság, ezután a Szerb-Horvát-Szlovén Királyság, majd Jugoszlávia része lett. Lakossága 2011-ben 45 fő volt.

## Lakosság
| Lakosság változása | Lakosság változása | Lakosság változása | Lakosság változása | Lakosság változása | Lakosság változása | Lakosság változása | Lakosság változása | Lakosság változása | Lakosság változása | Lakosság változása | Lakosság változása | Lakosság változása | Lakosság változása | Lakosság változása | Lakosság változása |
| ------------------ | ------------------ | ------------------ | ------------------ | ------------------ | ------------------ | ------------------ | ------------------ | ------------------ | ------------------ | ------------------ | ------------------ | ------------------ | ------------------ | ------------------ | ------------------ |
| 1857               | 1869               | 1880               | 1890               | 1900               | 1910               | 1921               | 1931               | 1948               | 1953               | 1961               | 1971               | 1981               | 1991               | 2001               | 2011               |
| 0                  | 0                  | 58                 | 86                 | 100                | 119                | 0                  | 0                  | 146                | 158                | 172                | 138                | 88                 | 89                 | 62                 | 45                 |

## Nevezetességei
- Szent Illés próféta tiszteletére szentelt római katolikus temploma 1928-ban épült a középkori templom helyén. 1974-ben és 2005-ben megújították.
- A templom közelében feltárt ókeresztény bazilika maradványai.